# 1784
Het jaar 1784 is het 84e jaar in de 18e eeuw volgens de christelijke jaartelling.

## Gebeurtenissen
januari
- 12 - Het exercitiegenootschap in Delft wordt opgericht.
- 14 - De Vrede van Parijs beëindigt de Vierde Engels-Nederlandse Oorlog.
- 15 - In Calcutta richt de Britse rechter en oriëntalist William Jones de Asiatic Society of Bengal op om de oude Indische taal en cultuur te bestuderen.
- 19 - Derde ballonvaart. Le Flesselles van de Gebroeders Montgolfier met zeven mensen aan boord, scheurt en maakt een harde landing, maar de ballonvaarders overleven de vlucht.
- januari - De IJssel treedt buiten haar oevers, waardoor een deel van Deventer blank komt te staan.

maart
- 19 - De Waal breekt op twee plaatsen door de dijk bij Haalderen. Het dorp wordt bijna geheel verwoest. Circa 15 mensen verdrinken. Ook op andere plaatsen in het rivierengebied ontstaat grote schade (watersnood van 1784).
- 22 - In Siam wordt de Smaragdgroene Boeddha overgebracht naar de Ubosot van Wat Phra Kaew bij het nieuwgebouwde Koninklijk Paleis van Bangkok.

juni
- 24 - Stadhouder Willem V krijgt twee olifanten ten geschenke uit Ceylon. Hans en Parkie zijn niet de eerste olifanten in Nederland, Rembrandt tekende ook al een olifant.

april
- 3 - Hevige rellen in Rotterdam tussen prinsgezinden en patriotten. Kaat Mossel wordt gearresteerd, vrijgesproken en een jaar later - in afwachting van hoger beroep - naar Den Haag overgebracht.

juli
- 1 - Frankrijk verkoopt het Caribische eilandje Sint Barths aan Zweden in ruil voor handelsrechten in Göteborg.

augustus
- 14 - De Russen vestigen de eerste Europese nederzetting in Alaska.
- 18 - De Staten-Generaal van de Republiek laten de geheime adviseur van de stadhouder, de hertog van Brunswijk, de grens overzetten naar Aken.

september
- 15 - Vincenzo Lunardi laat in Schotland een waterstofballon op, maar wel enkele maanden later, na professor Jacques Charles, die op 1 december 1783 vanuit Versailles was opgestegen.
- Het Koninkrijk Arakan wordt veroverd door het koninkrijk Birma.

oktober
- 8 - Op de Schelde wordt de Keteloorlog uitgevochten tussen de Republiek der Zeven Verenigde Nederlanden en Oostenrijk. Het enige schot dat in dit treffen wordt gelost treft een soepketel.
- 14 - De hertog van Brunswijk wordt gedwongen Nederland te verlaten, nadat bekend wordt dat hij nog steeds en heimelijk de raadgever van stadhouder Willem V is.

december
- 24 - Eerste demonstratie van de Grote elektriseermachine in Teylers Museum te Haarlem.
- 31 - Het Koninkrijk Arakan wordt veroverd door buurland Birma.

zonder datum
- In Nada (Japan) wordt rijst polijsten met watermolens standaard. Dit resulteert in een veel verfijndere sake. In plaats van ongeveer 25 kilo voor 10% gepolijst kan er nu 2400 kilo per dag voor ongeveer 25% gepolijst worden. Een ander gevolg is dat sake niet meer het hele jaar gebrouwen hoeft te worden.
- Bij het plantagereglement van Suriname wordt de Spaanse bok als straf officieel afgeschaft. In werkelijkheid zal ze nog vijftig jaar worden toegepast.
- Amerikaans staatsman, geleerde en filosoof Benjamin Franklin oppert het idee dat de mensen 's zomers wat vroeger opstaan. Hij geeft daarmee de aanzet om een soort zomertijd in te voeren. Dat levert volgens hem een aanzienlijke besparing op aan kaarsen.

## Muziek
- Domenico Cimarosa componeert L'Olimpiade.
- Johann Baptist Vanhal componeert het Orgelconcert in C.
- Joseph Haydn componeert zijn Symfonieën nr. 79, 80 en 81.

## Beeldende kunst

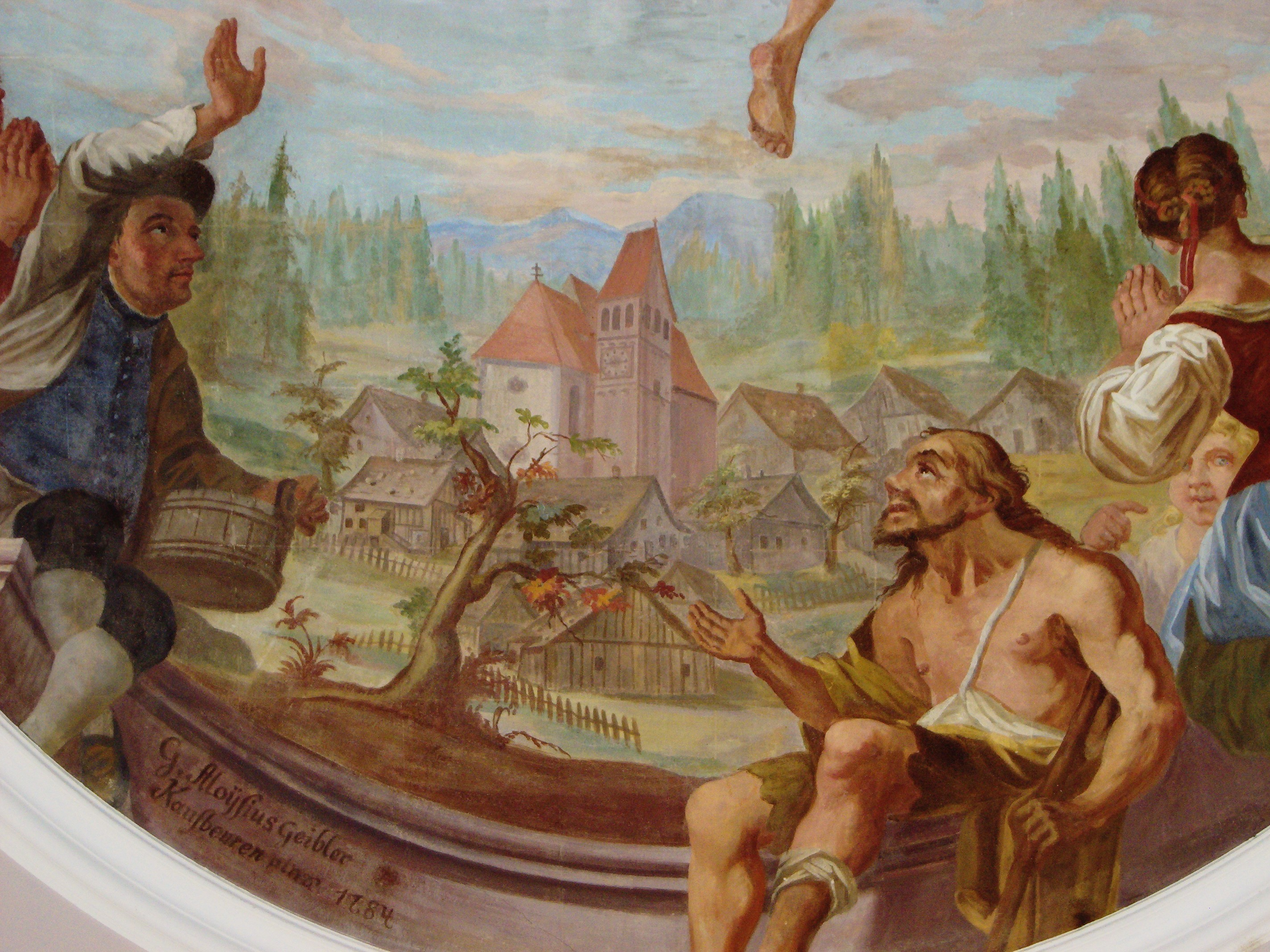
Fresco, St. Stephan Kirche, Welden, Alois Gaibler (1784)

## Bouwkunst

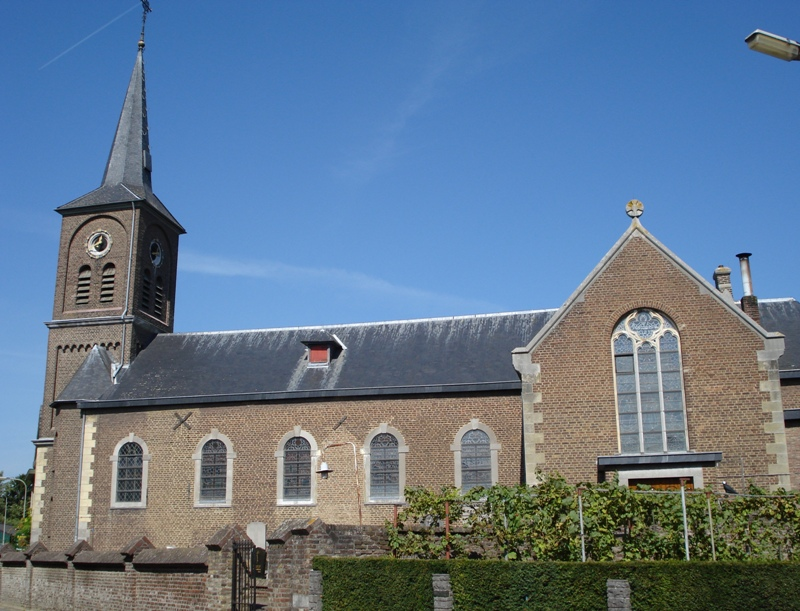
H. martinuskerk, Itteren (1784)

## Geboren
januari
- 2 - Ernst I, hertog van Saksen-Coburg en Gotha (overleden 1844)
- 21 - Edmund Lockyer, Brits militair en ontdekkingsreiziger (overleden 1860)

maart
- 12 - William Buckland, Engels geoloog en paleontoloog (overleden 1856)

mei
- 20 - Mathieu Kessels, Nederlands beeldhouwer (overleden 1836)

juli
- 22 - Friedrich Bessel, Duits astronoom en wiskundige (overleden 1846)

augustus
- 27 - Nicaise Augustin Desvaux, Frans botanicus (overleden 1856)

september
- 26 - Christoph Hansteen, Noors astronoom en natuurkundige (overleden 1873)

oktober
- 7 - Karel XIII van Zweden, koning van Zweden en als Karel II koning van Noorwegen (overleden 1818)
- 18 - Francijntje de Boer, Nederlands schrijfster (overleden 1852)

november
- 24 - Zachary Taylor, twaalfde president van de Verenigde Staten (overleden 1850)

december
- 31 - Collet Barker, Britse militaire officier en ontdekkingsreiziger (overleden 1831)

## Overleden
datum onbekend
- Ike Gyokuran, (ca. 54) Japans kunstschilder

mei
- 12 - Abraham Trembley (73), Zwitsers natuuronderzoeker

juni
- 6 - Joan Derk van der Capellen tot den Pol, voorman van de Patriotten

juli
- 1 - Wilhelm Friedemann Bach (73), componist, de oudste zoon van Johann Sebastian Bach
- 8 - Torbern Olof Bergman (49), Zweeds scheikundige en mineraloog
- 31 - Denis Diderot (70), Frans schrijver en filosoof